# Kylindra

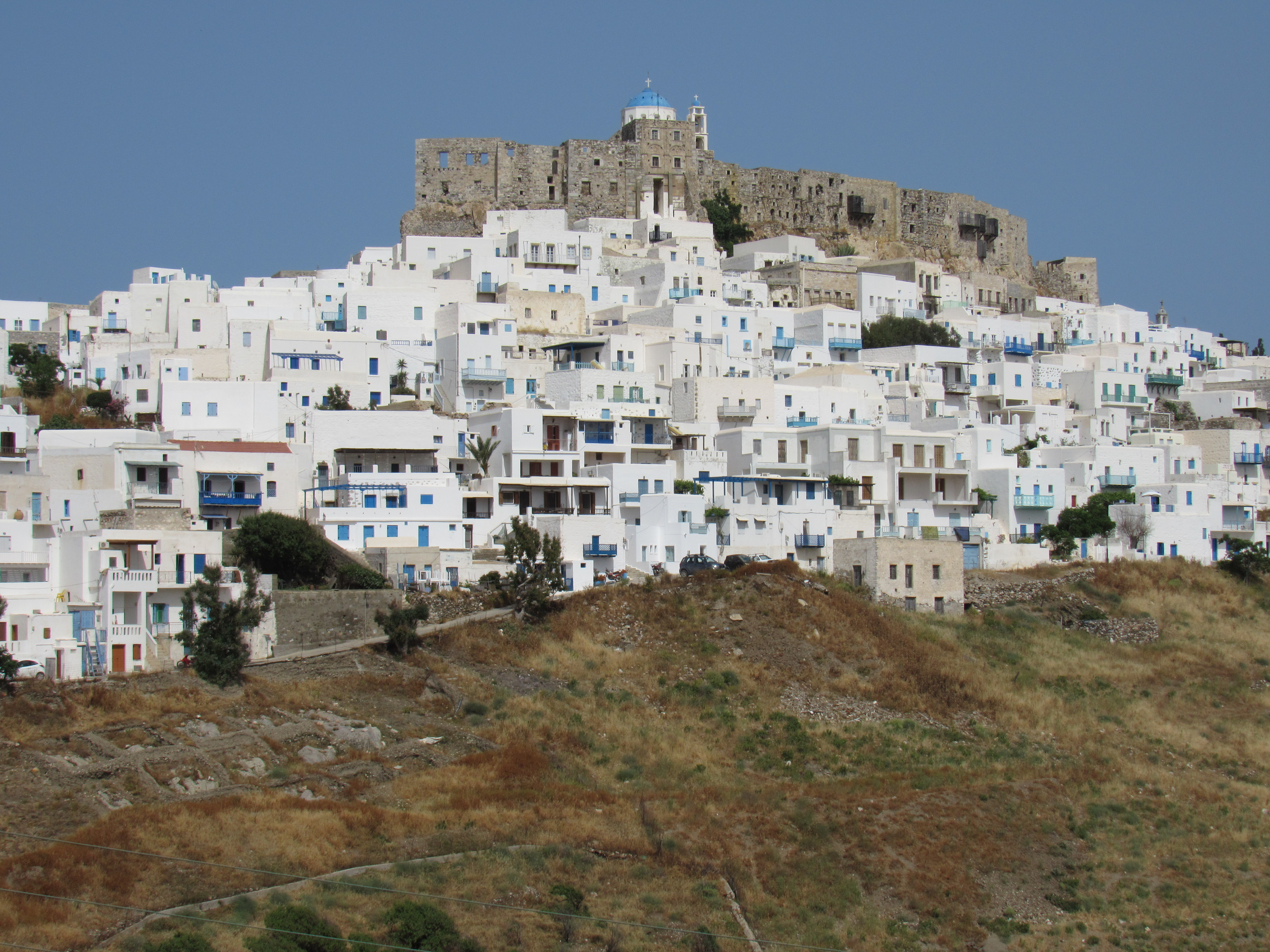
Lage der Ausgrabungsstätte Kylindra (im Bild unten)

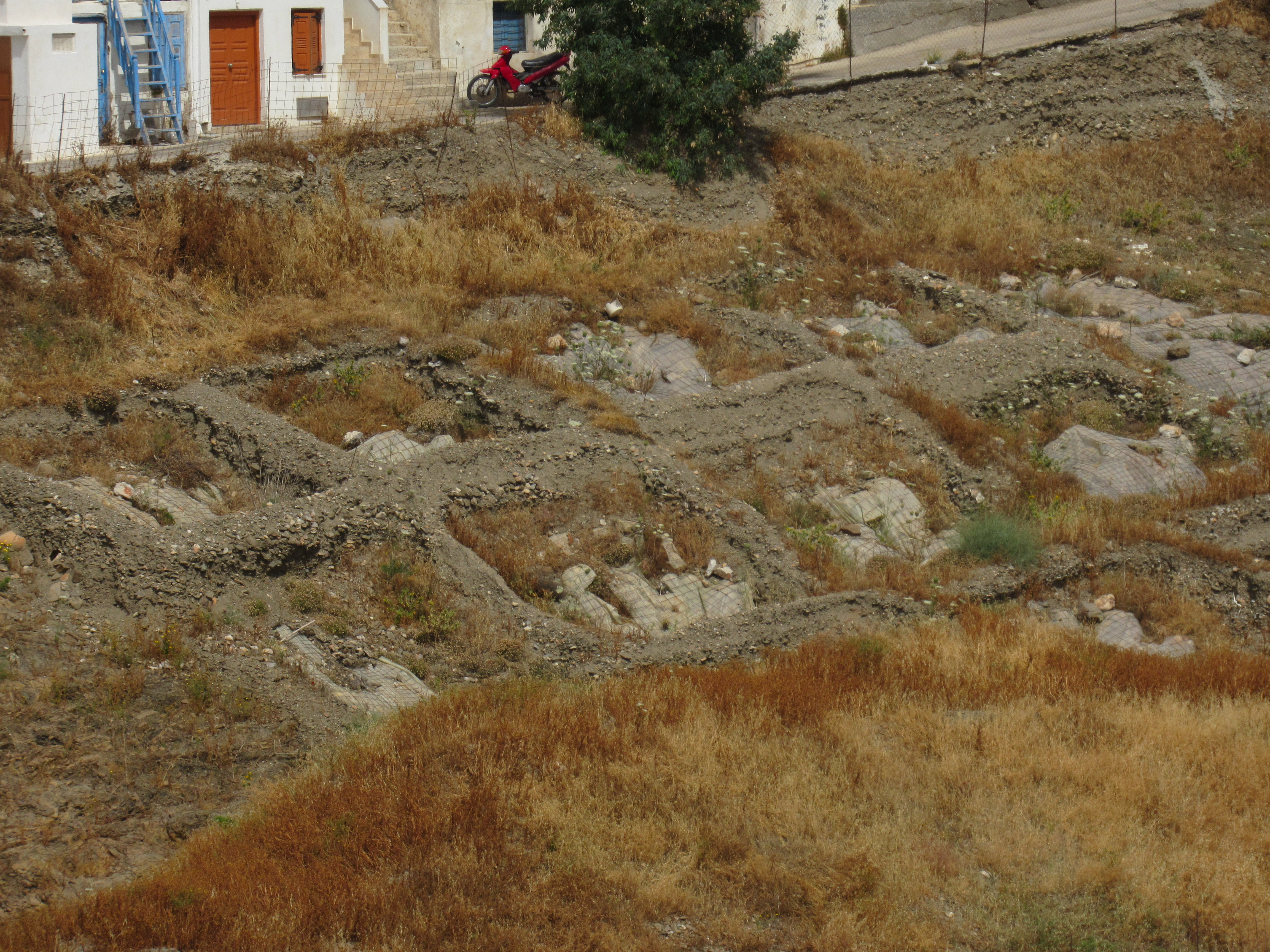
Die Ausgrabungsstätte Kylindra

Kylindra (griechisch Κυλίνδρα) ist eine Ausgrabungsstätte auf der ägäischen Insel Astypalea, der größte antike Kinderfriedhof.

## Lage
Die Ausgrabungsstätte befindet sich am südwestlichen Rand des Inselhauptortes (Chora.) Der heutige Ort ist an derselben Stelle wie der antike auf einem ins Meer vorspringenden Vorgebirge gelegen, das von einer venezianischen Burg aus dem 16. Jahrhundert gekrönt wird. Ein weiterer antiker Friedhof Katselos befindet sich am Abhang eines benachbarten Hügels.

## Ausgrabungen
Seit 1996 wurden unter der Leitung des 22. Ephorats des Griechischen Archäologischen Instituts mit Sitz in Rhodos die Gräber von 2400 Kleinkindern freigelegt. Die Enchytrismos genannten Bestattungen erfolgten in gebrauchten Tongefäßen, meist Amphoren, aber auch Hydrien wurden verwendet, an denen eine Öffnung aufgeschnitten und nach der Aufnahme des Körpers wieder verschlossen wurde. Die Gefäße und somit die zugehörigen Gräber stammen aus früharchaischer Zeit um 750 v. Chr. bis zum 1. Jahrhundert n. Chr., im Wesentlichen aus der Zeit zwischen 600 vor Chr. und 400 v. Chr. Ein Großteil der Gebeine wurde vom University College London untersucht. Dabei wurde festgestellt, dass es sich zumeist um Säuglinge, bisweilen um Kleinkinder bis zum Alter von drei Jahren handelte. Auch Frühgeburten wurden entdeckt, das jüngste Baby war etwa in der 25. Schwangerschaftswoche, als es zur Welt kam und bestattet wurde. In der Regel wurde nur ein Kind pro Gefäß niedergelegt, doch kommen in sehr seltenen Fällen auch Doppelbestattungen in einem Gefäß vor. Da Kleinkinder- und Säuglingsbestattungen aufgrund der noch nicht gefestigten Knochenstruktur nur selten gut erhalten sind, stellen die Befunde dieses Kinderfriedhofes eine Besonderheit dar.
Die Amphoren und Gefäße stammen aus dem gesamten östlichen Mittelmeerraum. In 90 % der untersuchten Fälle wurde der Körper mit den Füßen voran und mit angewinkelten Knien in den Gefäßen positioniert, etwa 10 % wurden mit dem Kopf voran deponiert.
Der Säuglingen und Kleinstkindern vorbehaltene Friedhof ergänzt möglicherweise den Friedhof für Erwachsenen und ältere Kinder von Katsalos, der ebenfalls mit der antiken Siedlung zu verbinden ist und denselben Belegungszeitraum repräsentiert. Es wurde vermutet, dass der Friedhof von Kylindra mit einem Heiligtum der Artemis Lochia (von altgriechisch λόχος lóchos „Geburt“) und Eileithyia als Gottheiten der Geburtshilfe zu verbinden ist, da Inschriften aus dem Ort einen entsprechenden Kult für die Gegend belegen.